# Teatro Baralt
El Teatro Baralt és un equipament teatral situat a l'Avenida 5, amb el carrer 95, diagonal a la plaça Bolívar de Maracaibo, (Veneçuela). Deu el seu nom a l'escriptor Rafael María Baralt. La construcció del primer Teatro Baralt s'inicia el 28 de juliol de 1877 i s'inaugura és el 24 de juliol de 1883. Tenia una capacitat de 400 espectadors. El 1928 és enderrocat i el 19 de desembre de 1932 s'inaugura l'actual teatre, amb una capacitat per a 1.000 espectadors. El 1955, la Universitat del Zulia n'és l'administradora.